# پاکالیتا موسیسیلی
پاکالیتا موسیسیلی (انگلیسی: Pakalitha Mosisili؛ زادهٔ ۱۴ مارس ۱۹۴۵) یک سیاست‌مدار اهل لسوتو است.